# Mount Shadbolt
Mount Shadbolt ist ein 2270 m hoher Berg im ostantarktischen Viktorialand. Er ist der höchste Gipfel im nördlichen Teil der Convoy Range und ragt an der Nordseite des Kopfendes des Towle Valley auf.
Wissenschaftler einer von 1976 bis 1977 durchgeführten Kampagne der neuseeländischen Victoria University’s Antarctic Expeditions benannten ihn nach dem neuseeländischen Schriftsteller Maurice Shadbolt (1932–2004).